# Кенийско-норвежские отношения
Кенийско-норвежские отношения — двусторонние дипломатические отношения между Кенией и Норвегией.

## История
В настоящее время отношения между двумя странами теплые.
Дипломатические отношения были установлены после провозглашения независимости Кении в 1963 году.
В 1990 году дипломатические отношения между Кенией и Норвегией были прерваны из-за критики Норвегии кенийского правительства. Связи были восстановлены в 1994 году, посол Норвегии назначен в 1997.
Министр торговли Норвегии Monica Mæland возглавила делегацию из 54 компаний в Кению в сентябре 2015 года.
Министр иностранных дел Бёрге Бренде посетил Найроби на 10-й конференции министров Всемирной торговой организации, состоявшейся в Международном конференц-центре Кеньятта в декабре 2015 года.

## Сотрудничество в развитии
Норвегия сотрудничает с Кенией в торговле и инвестировании.
Основные направления для Кенийско-норвежского сотрудничества являются:
- Права человека
- Управление

## Экономическое сотрудничество
Объем двусторонней торговли между Кенией и Норвегией в 2015 году составил 8.1 млрд KES (72,4 млн евро).
В 2014 году Кения экспортировала в Норвегию товаров на сумму 5,8 млн KES (51.180.000 евро). Норвегия, в свою очередь, экспортировала в Кению товаров на сумму 2,3 млрд KES (20,5 млн евро).
Кения экспортирует в Норвегию растения, цветы, кофе, чай и специи.
60 % Норвежского экспорта в Кению составляет химические удобрения.
С 2012 по 2015 год Государственный пенсионный фонд Норвегии инвестировал в Кению 8,2 млрд KES (73,25 млн евро). Компания Norfund, которая является инвестиционным фондом для малых и средних предприятий в развивающихся странах, создала офис в Найроби в 2007 году. Так же норвежский офис для торговли Innovation Norway открыл своё отделение в Найроби в 2014 году.

## Дипломатические миссии
Кенийское посольство в Стокгольме аккредитовано в Норвегии. Норвегия имеет посольство в Найроби.